# کارداپ، استرالیا غربی
کارداپ (به انگلیسی: Cardup) یک حومه شهر در استرالیا است که در استرالیای غربی واقع شده‌است. این حومه در خارج پایتخت غربی استرالیا در پایت، واقع است. در سمت شمال شهر ماندیجونگ قرار دارد. در سرشماری سال ۲۰۱۱، جمعیت آن ۹۷۲ نفر بود.